# Odontomachus troglodytes
Odontomachus troglodytes es una especie de hormiga del género Odontomachus, familia Formicidae. Fue descrita científicamente por Santschi en 1914.
Se distribuye por Benín, Botsuana, Camerún, República Centroafricana, Congo, República Democrática del Congo, Guinea Ecuatorial, Eritrea, Gabón, Gambia, Ghana, Guinea, Costa de Marfil, Kenia, Liberia, Madagascar, Malí, Mozambique, Namibia, Nigeria, Santo Tomé y Príncipe, Senegal, Sudáfrica, Tanzania, Togo, Uganda, Zambia y Zimbabue. Se ha encontrado a elevaciones de hasta 1677 metros. Habita en bosques húmedos, matorrales, jardines y zonas urbanas.